# Zeiss-Großplanetarium Berlin
Zeiss-Großplanetarium Berlin öppnades 1987 som ett av de största och modernaste planetarierna i Europa. Planetariet tillhör idag Deutsches Technikmuseum Berlin och ligger i Prenzlauer Berg i Berlin.